# مات و مبهوت
مات و مبهوت (به انگلیسی: Dazed and Confused) عنوان فیلمی کمدی محصول سال ۱۹۹۳ میلادی و به کارگردانی ریچارد لینکلیتر است.
داستان فیلم راجع‌به گروهی از نوجوانان، در تابستان ۱۹۷۶ است که هر یک به نحوی روز آخر دبیرستان را سپری می‌کنند.
مات و مبهوت بعدها به یک فیلم کالت تبدیل شد. در رأی‌گیری «سایت اند ساوند»، کوئنتین تارانتینو و دران آرنوفسکی این فیلم را جز ۱۰ فیلم محبوب قرار دادند. در لیست ۵۰ فیلم برتر دبیرستانی که توسط مجلهٔ «اینترتینمنت ویکلی» تهیّه شده بود، در رتبهٔ سوّم جای گرفت و همچنین جزو ۱۰ فیلم سرگرم‌کنندهٔ ۲۵ سال اخیر بود.
فیلم شامل مجموعهٔ عظیمی از بازیگران بود که هر یک بعدها به ستاره‌های سینما تبدیل شدند. عنوان «مات و مبهوت» نیز برگرفته از ترانه‌ای به همین نام، از گروه لد زپلین است.